# Andreas Siegel

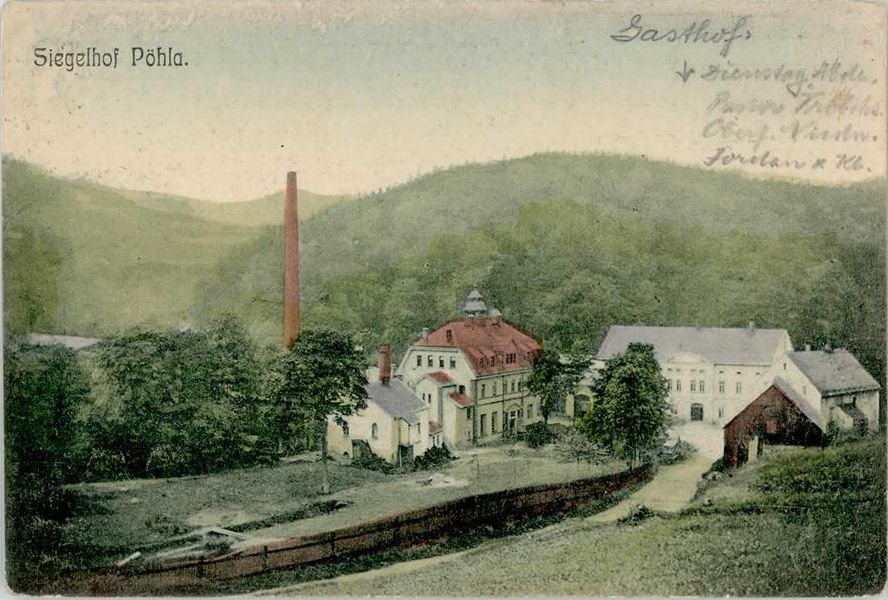
Siegelhof Pöhla

Andreas Siegel (* 25. Dezember 1569 in Mittweida; † 28. Juni 1637 ebenda) war ein frühneuzeitlicher deutscher Unternehmer. Er war Hammerherr zu Mittweida und Großpöhla (Siegelhof) im Erzgebirge.

## Leben
Siegel stammte aus einer Dynastie von Hammerherrn aus dem sächsischen Westerzgebirge. Er war der Sohn des Hammerherrn Balthasar Siegel zu Mittweida und Großpöhla und übernahm nach dem Tod des Vaters unter Vormundschaft dessen Hammerwerke, die er nach Erreichen der Volljährigkeit in den unruhigen Zeiten des Dreißigjährigen Krieges bewirtschaftete.

## Familie
Er war verheiratet mit Margaretha geb. Röhling (1574–1637), Tochter des Hammerherrn Johann Röhling aus Oberwiesenthal. Aus dieser Ehe ging u. a. der Sohn Heinrich hervor, der ebenfalls Hammerherr wurde.